# Mahmoud Mokhtar El-Tetsh
Mahmoud Mokhtar znany również jako "El-Tetsh" (ur. 29 września 1905 w Kairze, zm. 12 lutego 1965 tamże) – egipski piłkarz, reprezentant kraju. Podczas kariery występował na pozycji napastnika.

## Kariera klubowa
Przez całą karierę piłkarską El-Tetsh był związany z Al-Ahly Kair, gdzie występował w latach 1922–1940. Z Al Ahly ośmiokrotnie zdobył Puchar Egiptu w: 1924, 1925, 1927, 1928, 1930, 1931, 1937, 1940, siedmiokrotnie zdobył Puchar Sułtana Husseina w: 1923, 1925, 1926, 1927, 1929, 1931, 1938 oraz raz wygrał Ligę Kairu w 1939 roku.

## Kariera reprezentacyjna
El-Tetsh występował w reprezentacji Egiptu w latach dwudziestych i trzydziestych. Trzykrotnie uczestniczył w igrzyskach olimpijskich w: 1924, 1928 i 1936. W 1934 roku uczestniczył w mistrzostwach świata. Na mundialu we Włoszech wystąpił w przegranym 2-4 spotkaniu I rundy z Węgrami.